# エジプト社会民主党
エジプト社会民主党（エジプトしゃかいみんしゅとう、アラビア語: الحزب المصرى الديمقراطى الاجتماعى Al-Ḥizb Al-Maṣrī Al-Dimuqrāṭī Al-Ijtmāʿī 、英語: Egyptian Social Democratic Party）は、エジプトの政党。中道左派政党で、社会民主主義、社会自由主義、世俗主義を掲げる。
2011年のエジプト革命直後に2つの小政党が合同して結成された。創設者はムハンマド・アブー・エル＝ガール、現在の書記長（党首）は国際連合経済社会理事会の西アジア経済社会委員会 (ESCWA)で事務局長（事実上のトップ）やエジプトの保健社会相、駐日大使などを務めたメールファト・アッ＝タラーウィー。
2011年から2012年にかけて行われた人民議会選挙で、同党と自由エジプト人党、国民統一進歩党（タガンム）などで結成した政党連合「エジプト・ブロック」は35議席を獲得し、第4勢力となった。
2012年8月、党は社会主義インターナショナルに諮問メンバーとして加盟した。また元IAEA事務局長モハメド・エルバラダイによって設立された立憲党との合同を構想中であるという。
創設メンバーだったハーゼム・エル＝ベブラーウィー、ジアド・バハイッディンは2013年エジプトクーデター後に暫定首相、副首相を務めている。